# Pierre Schumann

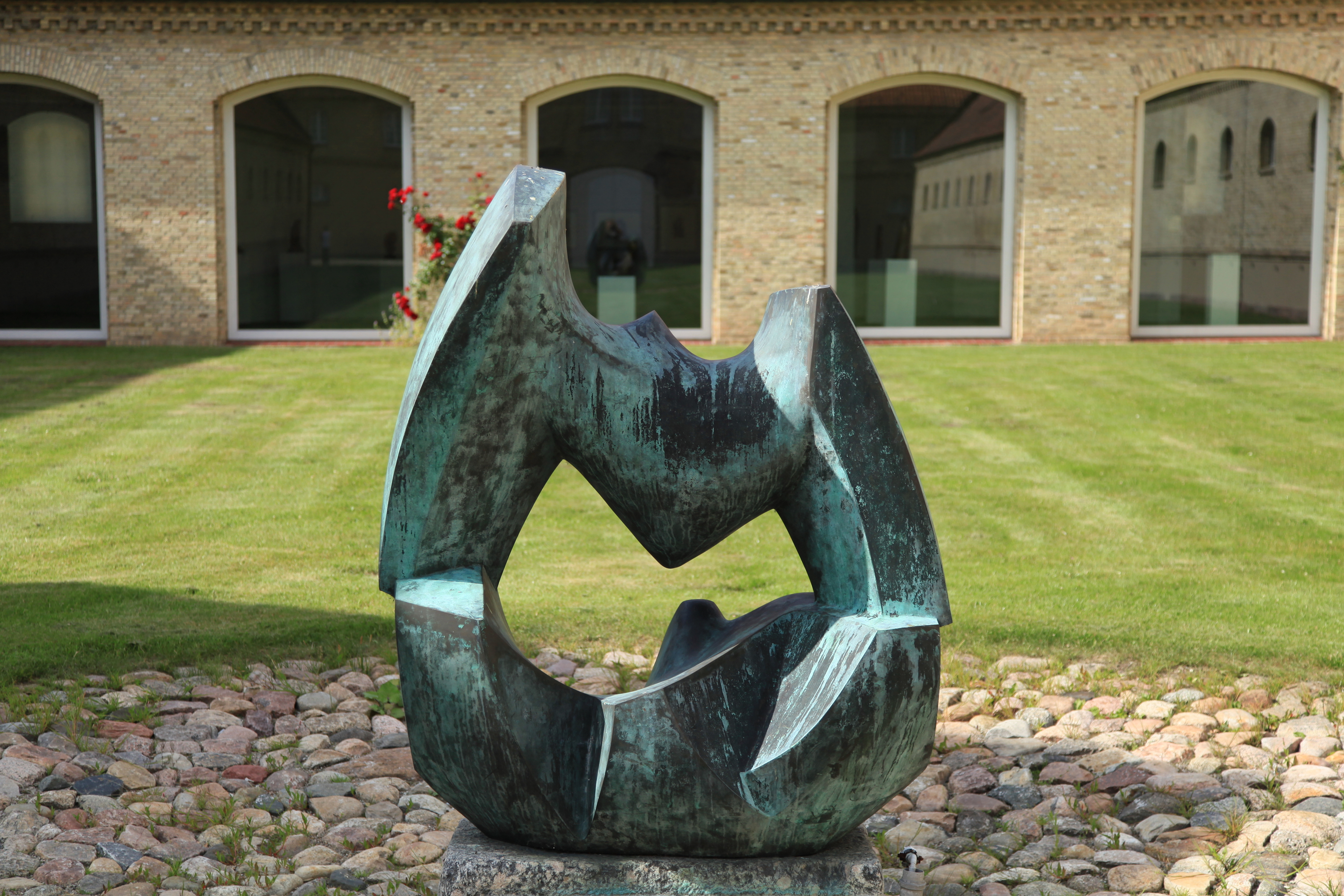
Skulptur Kämpfende Vögel (1968), Schlossinsel Schleswig

Pierre Schumann (* 18. Februar 1917 in Heide; † 1. September 2011 in Eutin, eigentlich Hans-Adolf Peter Schumann) war ein deutscher Bildhauer.

## Leben

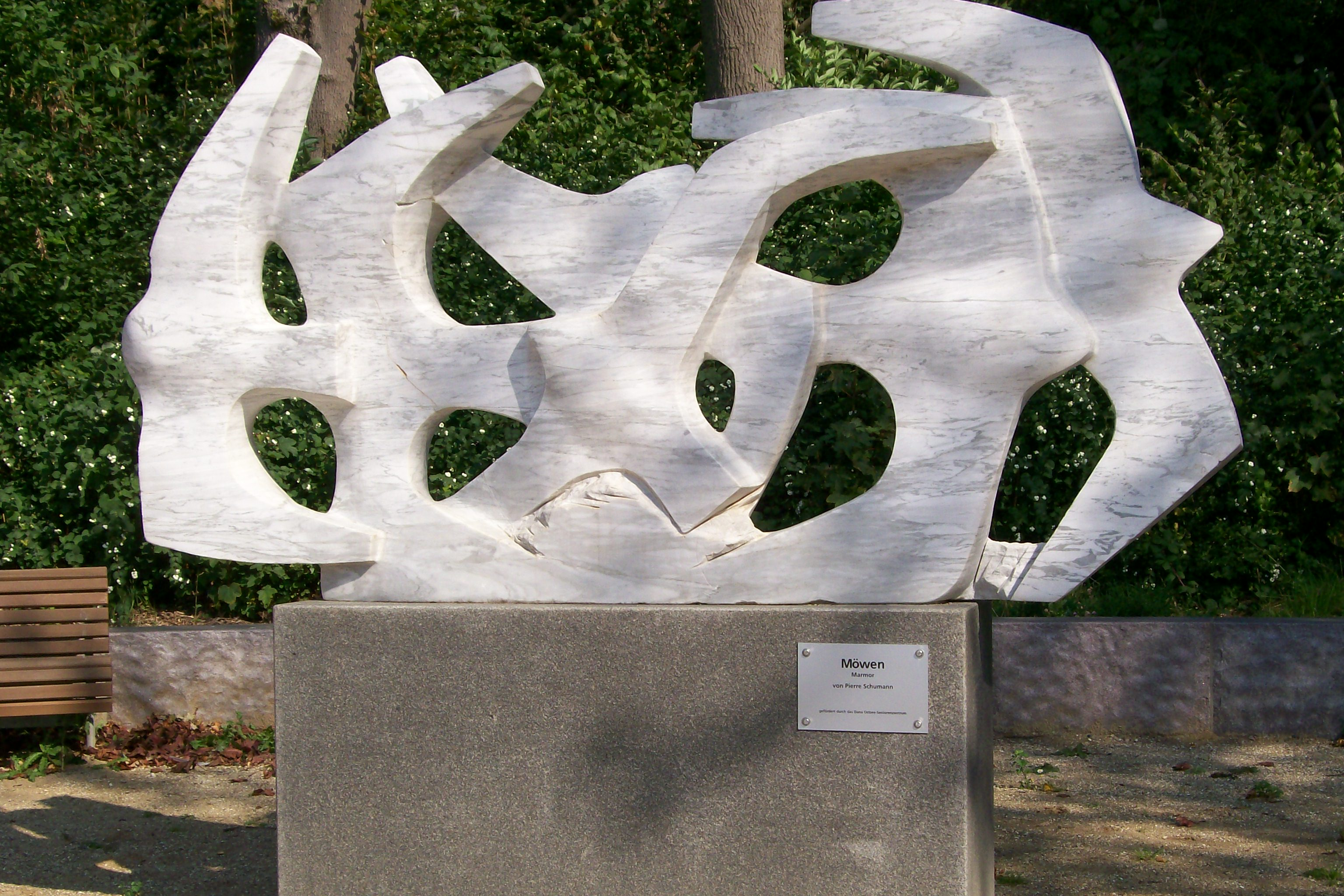
Skulptur Komposition 6 Möwen (1988), Neustadt in Holstein

Schumann arbeitete nach dem Besuch des Gymnasiums zunächst als Steinmetz.
Im Krieg verwundet, konnte er erst 1947 ein Studium aufnehmen,
zunächst bei Edwin Scharff an der Hochschule für bildende Künste Hamburg,
ab 1950 bei Otto Baum an der Staatlichen Akademie der Bildenden Künste Stuttgart. Ein Atelier hatte er in den Jahren von 1945 bis 1955 in einer alten Mühle in Westermühlen bei Itzehoe.
Bei regelmäßigen Reisen nach Paris lernte er u. a. Ossip Zadkine und Hans Arp kennen.
1953 stellte er auf der Biennale für Freilichtskulptur, Antwerpen, aus,
1954 im Salon de la Jeune Sculpture in Paris.
Ab 1955 hatte Schumann ein Atelier in Hamburg.
Seit 1963 arbeitete er regelmäßig in Carrara, seit 1964 mit eigenem Atelier.
1976 zog Schumann von Hamburg nach Sagau bei Eutin um. Dort war er mit der Malerin und Bildhauerin Lilo Peters künstlerisch verbunden.
Schumann war Mitglied im Berufsverband Bildender Künstler (BBK) Schleswig-Holstein und Hamburg,
in der Groupe Mesure, Paris, dem Salon des Réalités Nouvelles, Paris, der Künstlergilde Campanella, Italien,
der Künstlergilde Ra Ruota, Carrara, und anderen.

### Auszeichnungen
- 1967 1. Preis der Internationalen Biennale von Carrara (für seine Madonna Nera)
- 1973 Friedrich-Hebbel-Preis
- 2007 Norddeutscher Kulturpreis (Landeskulturverband Schleswig-Holstein e.V., Kiel)

## Werk

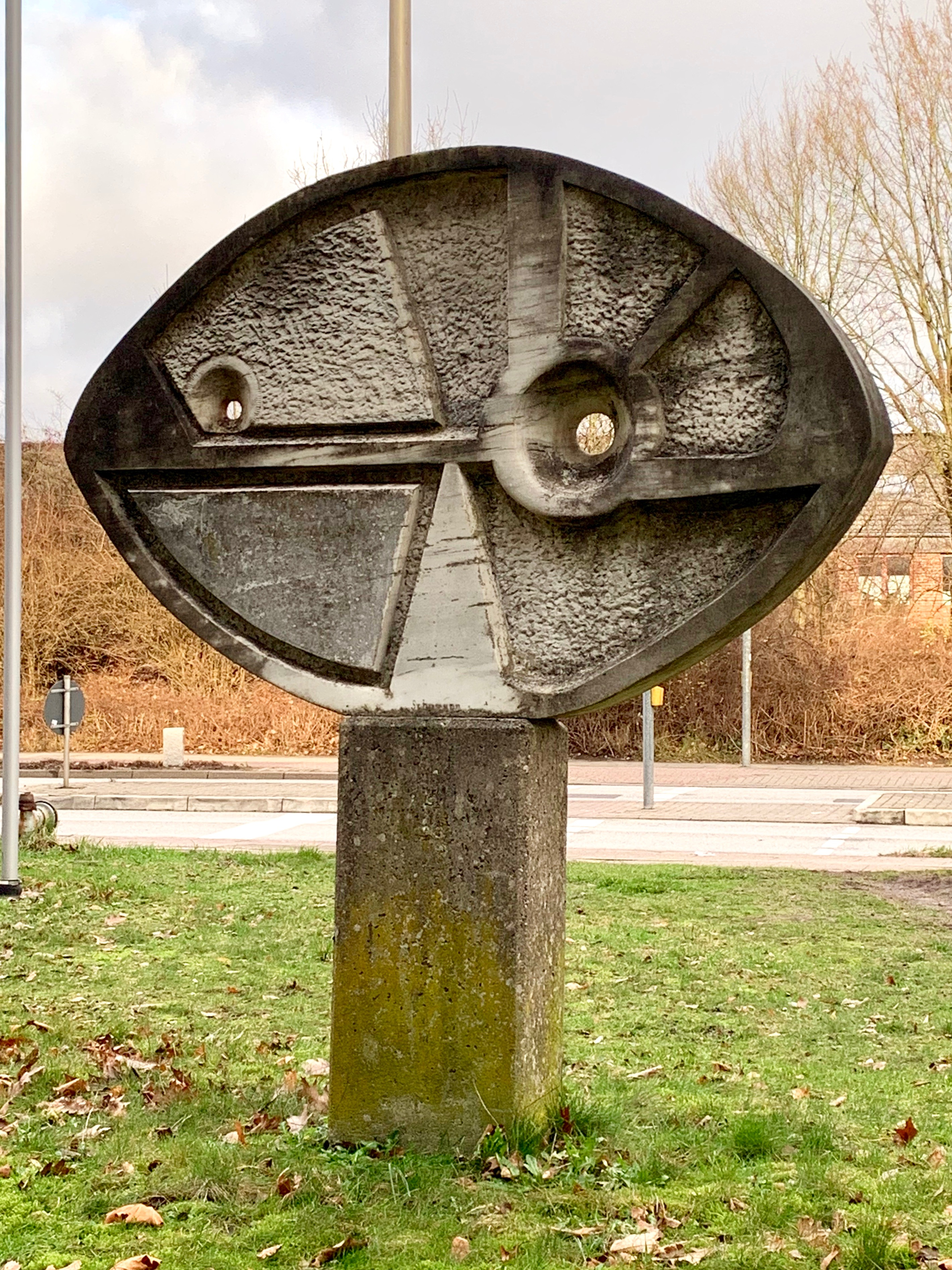
Skulptur Vegetativ-Geometrisch, Internationales Bildhauersymposion 1980, Norderstedt

Schumanns bevorzugtes Arbeitsmaterial war Marmor. Etliche seiner Marmorskulpturen fanden eine Umsetzung in Bronze.
Wiederkehrende Motive in seinem Werk sind Mutter mit Kind, Liegende, Vögel (insbesondere Möwen), rhythmisch gegliederte Vogel-Kompositionen sowie die aufragende vegetative Form.

„Der Inhalt ist nicht sehr wesentlich, die Form aber, gepaart mit einem Schub Intellekt und Gefühl, - das alles muss in ein harmonisches System gebracht werden.“

Der Skulpturenpark Herrenhaus Hoyerswort, Oldenswort, zeigt seit 2015 sechs Arbeiten von Schumann.

### Werke (Auswahl)

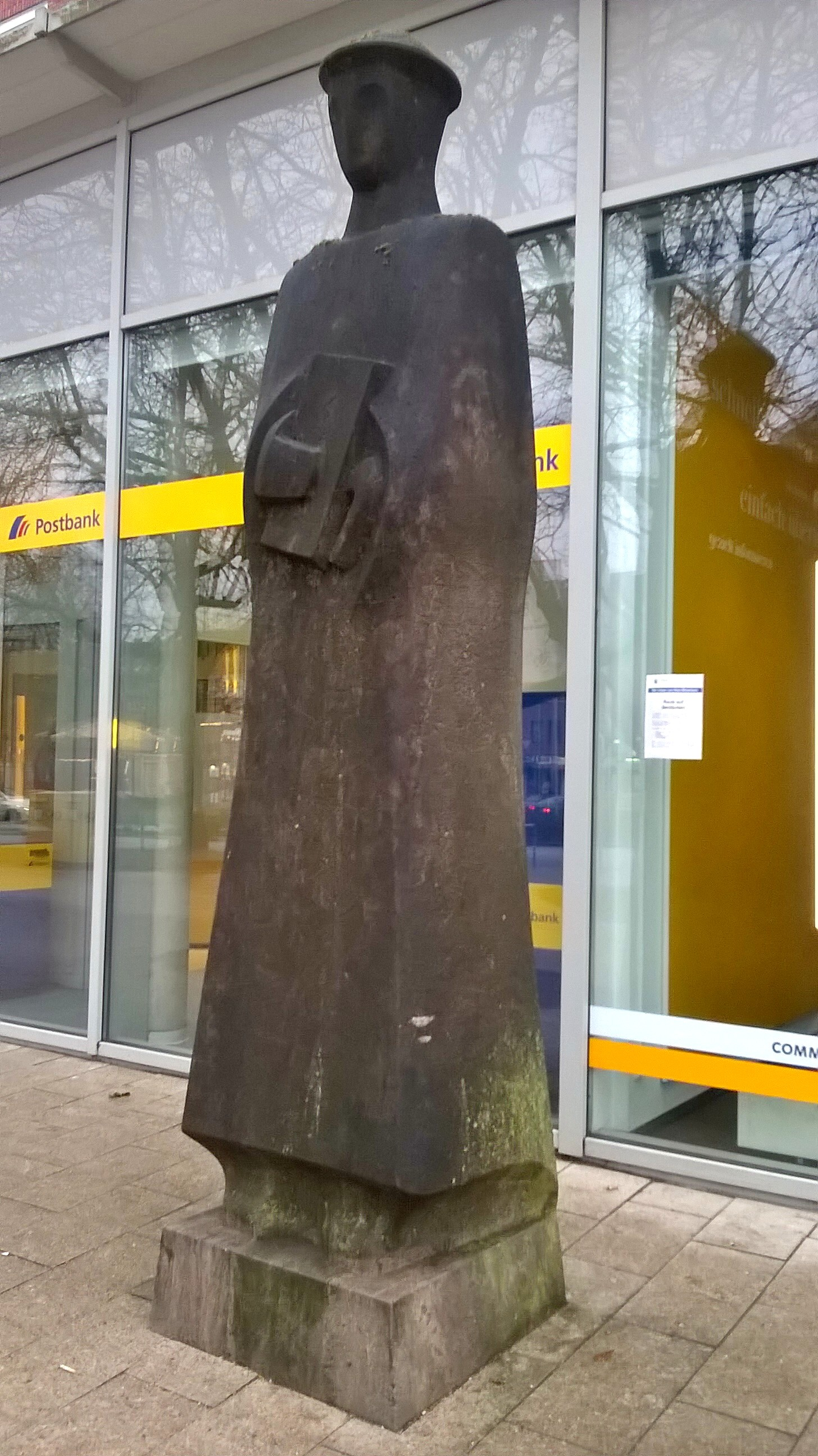
Der Bote am Wandsbeker Marktplatz in Hamburg

Schumann schuf etliche Arbeiten, die als Kunst am Bau oder Kunst im öffentlichen Raum öffentlich aufgestellt sind.
- 1953: Der Bote. Hamburg-Wandsbek, Wandsbeker Markt (vor Schloßstraße 8)[6]
- 1967: Turm der Vögel. Drei Marmorblöcke, Carrara-Marmor, Marmor Carso Rosso und Marmor Bardiglio (hell), 545 cm hoch, Hamburg-Marmstorf. Zusammenarbeit mit Johannes Ufer.[7]
- 1968: Möwen, Carrara-Marmor, an der Weidenstraße im Stadtviertel Wiesenhof, Wilhelmshaven-Aldenburg. Zusammenarbeit mit Johannes Ufer.[8]
- 1968: Kämpfende Vögel. Bronze, sechs Güsse, im Skulpturenpark Schloss Gottorf, im Neuen Botanischen Garten Kiel, an der Gesangsschule Oldenburg in Holstein, im Skulpturenpark Herrenhaus Hoyerswort, am Rathaus Ahrensburg sowie am Sophie-Scholl-Gymnasium Itzehoe.
- 1976: Freiplastik. Stahl, Fachhochschule Lübeck[9]
- 1979: Kniendes Paar. Bronze, Rathaus, Rendsburg
- 1979: Monument der Zugvögel. Carrara-Marmor, 450 cm hoch, aus drei Teilen zusammengesetzt. SAGA Hamburg, Neuwiedenthal
- 1980: Vogelkomposition (Möwenschwarm). Carrara-Marmor, 200 cm hoch, Bad Schwartau
- 1980: Vogelkomposition. Carrara-Marmor, 325 cm hoch, Berufsschule und Gymnasium, Ludwig-Jahn-Straße, Bad Schwartau
- 1980: Vogelkomposition. Carrara-Marmor, Bildungszentrum Tannenfelde, Aukrug
- Anfang der 1980er Jahre: Baumeister. Kreistag, Heide (Holstein)
- Mitte der 1980er Jahre: Möwen an der Mole. Carrara-Marmor, Dithmarscher Musikschule, Heide (Holstein)
- 1980er Jahre: Komposition drei Vögel. Carrara-Marmor, 125 cm hoch, Carl-Maria-von-Weber-Gymnasium, Eutin
- 1988: Möwen, Wind und Welle. Marmor, Skulpturenpark Herrenhaus Hoyerswort
- 1988: Komposition 6 Möwen. Weißer Marmor, Neustädter Hafen, Neustadt in Holstein
- 1989: Große geometrische Komposition – waagerecht. Carrara-Marmor, 270 cm lang, Stadtpark Wittlich
- 1988–1990: Segel und Möwen. Marmor, Neustadt in Holstein

## Einzelausstellungen (Auswahl)
Zu den mit „K“ gekennzeichneten Ausstellungen erschien ein Katalog.
- 1953 Wenzel-Hablik-Haus, ItzehoeK
- La grande madre, Kiel, Neuer Botanischer Garten1955 Hamburger Kunsthalle
- 1966 Galleria Pagani, MailandK
- 1987 Schloss ReinbekK
- 1990 Ostholstein-Museum, EutinK

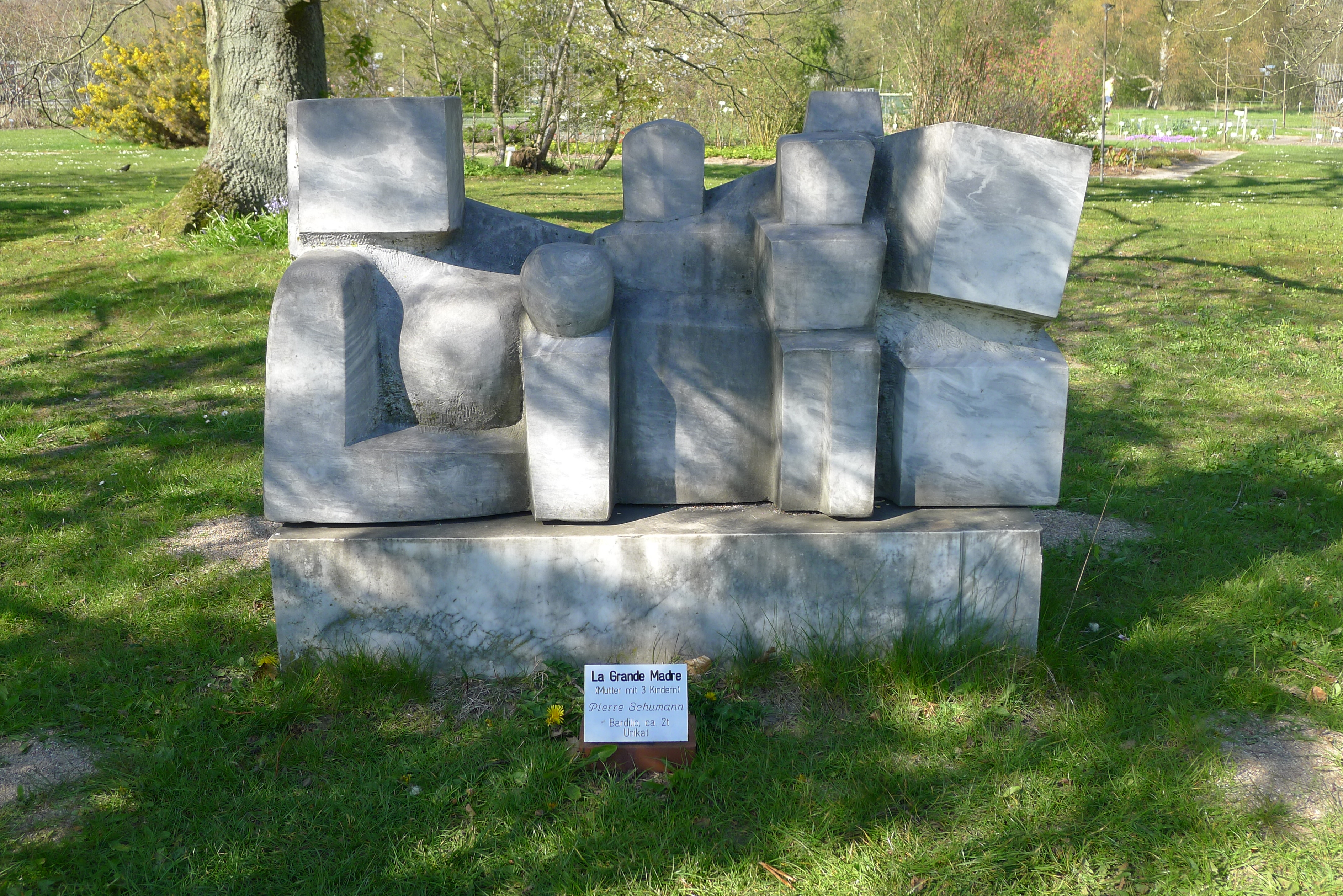
La grande madre, Kiel, Neuer Botanischer Garten

- 1992 Schleswig-Holsteinisches Landesmuseum, Kloster Cismar und Kunsthalle BremenK
- 2002 Galerie Schlossgarten, Eutin (mit Zeichnungen von Sabine Schumann); Schloss Reinbek (mit Zeichnungen von Sabine Schumann)
- 2007 Dithmarscher Landesmuseum
- 2010 Kornhaus Kempten / Alpsee Galerie, Immenstadt